# Les Rivaux (Sheridan)
Pour les articles homonymes, voir The Rivals.
Les Rivaux (The Rivals) est une comédie de mœurs en cinq actes de Richard Brinsley Sheridan, dont c'est la première pièce.
Elle a été jouée pour la première fois le 17 janvier 1775 au théâtre de Covent Garden.

## Personnages
- Sir Anthony Absolute
- Captain Jack Absolute, son fils
- Faulkland, ami de Jack Absolute
- Bob Acres, ami de Jack Absolute
- Sir Lucius O'Trigger, baronnet irlandais